# Likino-Dulowo
Likino-Dulowo (ros. Ликино-Дулёво) – miasto w Rosji, w obwodzie moskiewskim, 98 km na północny wschód od Moskwy. W 2020 liczyło 28 818 mieszkańców.
Znajduje tu się stacja kolejowa Dulowo, położona na Wielkim Pierścieniu Kolei Moskiewskiej.